# David Keith
David Lemuel Keith (Knoxville (Tennessee), 8 mei 1954) is een Amerikaans acteur, filmregisseur en filmproducent.

## Biografie
Keith heeft gestudeerd aan de University of Tennessee in zijn geboorteplaats Knoxville (Tennessee) en haalde zijn bachelor of arts in spraak en theater.
Keith was van 2000 tot 2016 getrouwd en heeft twee kinderen.

## Filmografie

### Films
Selectie:
- 2004 Raise Your Voice – als Simon Fletcher
- 2003 Daredevil – als Jack Murdock
- 2002 Carrie – als rechercheur John Mulchaey
- 2001 Behind Enemy Lines – als Master chief Tom O'Mailey
- 2000 Men of Honor – als kapitein Hartigan
- 2000 U-571 – als majoor Matthew Coonan
- 1998 Poodle Springs – als Larry Victor / Charles Nichols
- 1995 Gold Diggers: The Secret of Bear Mountain – als Ray Karnisak
- 1990 The Two Jakes – als rechercheur Loach
- 1984 Firestarter – als Andrew McGee
- 1982 An Officer and a Gentleman – als Sid Worley
- 1980 Brubaker – als Larry Lee Bullen
- 1979 The Rose – als Mal

### Televisieseries
Uitgezonderd eenmalige gastrollen.
- 2011 - 2019 Hawaii Five-0 – als Wade Gutches – 4 afl.
- 2014 Reckless - als Pat McCandless - 4 afl.
- 2010 Lone Star – als John Allen – 5 afl.
- 2008 CSI: Miami – als Evan Caldwell – 2 afl.
- 2006 – 2007 The Class – als Yonk Allen – 11 afl.
- 2003 – 2004 Still Life – als Ben Morgan – 5 afl.
- 1996 – 1997 High Incident – als korporaal Jim Marsh – 32 afl.
- 1996 The Great War and the Shaping of the 20th Century – als ?? – 2 afl.
- 1991 Flesh 'n' Blood – als Arlo Weed – 12 afl.
- 1979 Co-ed Fever – als Tuck – 6 afl.

### Filmregisseur
- 2003 Waterville - film
- 1988 The Further Adventures of Tennessee Buck – film
- 1987 The Curse – film

### Filmproducent
- 2023 I'll Be Watching - film
- 2003 Waterville - film

- Bibsys: 7006211
- Biblioteca Nacional de España: XX1488465
- Bibliothèque nationale de France: cb139307282 (data)
- Gemeinsame Normdatei: 1024258874
- International Standard Name Identifier: 0000 0001 0887 6179
- Library of Congress Control Number: no96045882
- MusicBrainz: 7fdda247-da70-48ff-a74a-b7b87687266e
- Nationale Bibliotheek van Israël: 987007427971705171
- Nederlandse Thesaurus van Auteursnamen: 073871990
- SNAC: w6g1606g
- Système universitaire de documentation: 077446313
- Virtual International Authority File: 36512766
- WorldCat: E39PBJwHbQXDDqKr8GJFwCcpT3